# Killamarsh
Killamarsh är en ort och civil parish i Storbritannien.   Den ligger i distriktet North East Derbyshire i grevskapet Derbyshire i England, i den sydöstra delen av landet, 220 km norr om huvudstaden London. Killamarsh ligger 50 meter över havet och antalet invånare är 9 625.
Terrängen runt Killamarsh är huvudsakligen platt. Killamarsh ligger nere i en dal. Runt Killamarsh är det tätbefolkat, med 442 invånare per kvadratkilometer. Närmaste större samhälle är Sheffield, 11,9 km nordväst om Killamarsh. Trakten runt Killamarsh består till största delen av jordbruksmark.